# Distoneura ternura
Distoneura ternura là một loài bướm đêm trong họ Geometridae.